# Język na’vi
Język na’vi – sztuczny język inteligentnej humanoidalnej rasy zamieszkującej fikcyjny księżyc Pandora, stworzony na potrzeby uniwersum filmu Avatar Jamesa Camerona. Został opracowany w roku 2009 przez lingwistę Paula Frommera, wykładowcę Marshall School of Business Uniwersytetu Południowej Kalifornii.
W momencie premiery filmu słownictwo języka na’vi składało się z około 1000 słów, a jedyną osobą potrafiącą go w pełni rozumieć był jego twórca. Frommer następnie poszerzył zasób słów do ponad 1500 i udostępnił zasady gramatyki, dzięki czemu język ten stał się możliwy do opanowania dla osób zainteresowanych. Lingwista ma nadzieję, że jego język będzie „żył własnym życiem”.

## Historia
W 2005 roku, kiedy praca nad filmem była wciąż na etapie scenariusza, James Cameron postanowił skonstruować kompletny, spójny język, którym posługiwałaby się obca rasa. Wymyślił około 30 słów, ale potrzebował lingwisty, który stworzyłby zasady gramatyczne i słowotwórcze. Zlecił to zadanie poleconemu mu Paulowi Frommerowi. Frommer, bazując na początkowej liście słów Camerona, która według niego miała „polinezyjski posmak”, stworzył trzy zestawy słów i zwrotów bez przypisanego znaczenia, które brzmiały jak język obcej cywilizacji. Cameron wybrał jeden z nich, najbardziej mu odpowiadający. Wtedy Frommer mógł przystąpić do dalszej pracy.
Na kierunek rozwoju języka wpłynęły trzy główne zasady. Po pierwsze, Cameron chciał, żeby język brzmiał obco, ale przyjemnie dla widzów. Po drugie, ponieważ zgodnie ze scenariuszem ludzie uczyli się języka na’vi, musiał być stosunkowo łatwy do nauki. Wreszcie po trzecie, aktorzy powinni wymawiać swoje kwestie w tym języku bez większych trudności. W swojej ostatecznej formie język zawiera kilka elementów obcych językom europejskim, np. koniugację czasowników z użyciem wrostków.
Frommer rozszerzył słownictwo w maju 2009 roku pracując nad grą Avatar – były tam potrzebne słowa na’vi, których nie było w scenariuszu filmu. Frommer przetłumaczył także na język na’vi teksty czterech pieśni, które Cameron napisał w języku angielskim, pomagał też we właściwej wymowie wokalistom pracującym nad muzyką z Jamesem Hornerem. W dniu premiery filmu słownik na’vi liczył około 1000 słów.
W marcu 2010 Paul Frommer poprosił członków społeczności o listę 1000 najpotrzebniejszych słów wraz ze znaczeniem i kontekstem, które przetłumaczy na język na’vi. Zapowiedział też uruchomienie własnego bloga, gdzie będzie zamieszczał lekcje, dialogi i wyjaśnienia.

## Fonologia i ortografia
Język mieszkańców Pandory nie posiada własnego alfabetu, jednakże w celu utworzenia czytelnego systemu zapisu dla występujących w filmie aktorów wykorzystano większość liter alfabetu łacińskiego plus dwa znaki diakrytyczne (ä, ì), siedem dwuznaków (px, tx, kx, ts, ng, rr, ll) oraz apostrof jako zwarcie krtaniowe.
```
A Ä B D E F G H I Ì K L M N O P R S T U V W X Y Z
a ä b d e f g h i ì k l m n o p r s t u v w x y z
```

Istnieją dwa systemy zapisu alfabetem łacińskim: pierwszy, bardziej fonemiczny, w którym pojawiają się litery c oraz g dla głosek [ʦ] i [ŋ], oraz drugi, używany przez grających w filmie aktorów, reprezentujący te głoski dwuznakami ts i ng. W obu systemach spółgłoski ejektywne zapisywane są jako digrafy z literą x (px, tx, kx).

### Samogłoski
W języku na’vi występuje siedem samogłosek:
|             | Przednie | Tylne    |
| ----------- | -------- | -------- |
| Przymknięte | i [i]    | u [u, ʊ] |
| Przymknięte | ì [ɪ]    | u [u, ʊ] |
| Średnie     | e [ɛ]    | o [o]    |
| Otwarte     | ä [æ]    | a [a]    |

Istnieją również cztery dyftongi: aw [aw], ew [εw], ay [aj], ey [εj], oraz dwa sonanty posiadające pewne właściwości samogłosek: ll [l̩] oraz rr [r̩].

### Spółgłoski
Język na’vi korzysta z dwudziestu spółgłosek. Występują w nim również spółgłoski ejektywne.
|                     | dwuwargowe | wargowo- zębowe | dziąsłowe          | podniebienne | miękkopodniebienne | krtaniowe |
| ------------------- | ---------- | --------------- | ------------------ | ------------ | ------------------ | --------- |
| ejektywne           | px [p']    |                 | tx [t']            |              | kx [k']            |           |
| zwarte              | p [p]      |                 | t [t]              |              | k [k]              | ′ [ʔ]     |
| nosowe              | m [m]      |                 | n [n]              |              | ng (g) [ŋ]         |           |
| szczelinowe         |            | f [f] v [v]     | s [s] z [z]        |              |                    | h [h]     |
| zwarto- szczelinowe |            |                 | ts (c) [ʦ]         |              |                    |           |
| półotwarte          |            |                 |                    | y [j]        | w [w]              |           |
| płynne              |            |                 | r [ɾ] l [l] rr [r] |              |                    |           |

### Lenicja
Niektóre spółgłoski ulegają lenicji w obecności konkternych przedrostków lub przyimków. Spółgłoski ejektywne px tx kx zostają osłabione do p t k; z kolei afrykaty p t ts k zostają osłabione do f s h; zwarcie krtaniowe ′ zanika całkowicie. Na przykład, forma liczby mnogiej dla zaimka po (on, ona) brzmi ayfo (oni), gdyż p uległo lenicji do f w obecności przedrostka ay-.

## Gramatyka

### Zaimek
Zaimki pierwszoosobowe „my” w języku na’vi mogą być inkluzywne lub ekskluzywne. Oznacza to, że istnieją różne formy dla zaimka „my” zależnie od tego, czy osoba mówiąca ma również na myśli swojego adresata. Można się również spotkać z formami liczby podwójnej czy nawet potrójnej („my dwoje”, „wy troje”, itp.).
| Zaimki        | l. pojedyncza | l. podwójna | l. potrójna | l. mnoga |
| ------------- | ------------- | ----------- | ----------- | -------- |
| exclusivus    | oe            | moe         | pxoe        | ayoe     |
| inclusivus    | —             | oeng        | pxoeng      | ayoeng   |
| druga osoba   | nga           | menga       | pxenga      | aynga    |
| trzecia osoba | po            | mefo        | pxefo       | ayfo, fo |

Dodatkowe formy zaimków „ja” i „ty” to ohe i ngenga. Płeć w przypadku trzeciej osoby liczby pojedynczej może być rozróżniana poprzez poan („on”) i poé („ona”). Zaimki odmieniają się przez przypadki w identyczny sposób jak rzeczowniki (opisane poniżej).
Formy dzierżawcze tworzy się dodając sufiks -yä jeśli zaimek kończy się samogłoską (bez o, u), bądź -ä jeśli kończy się spółgłoską (włączając o, u, aw, ay, ew, ey, ll, oraz rr)

### Czasownik
Czasowniki odmieniają się przez czas, aspekt, tryb, a także mogą uwzględniać afekt. Nie odmieniają się za to przez osoby ani liczby. Odmiana polega na użyciu odpowiednich wrostków, podzielonych na dwie kategorie pod względem miejsca w wyrazie: wrostki pierwszej pozycji stojące po nagłosie pierwszej sylaby oraz drugiej pozycji, pojawiające w nagłosie przedostatniej lub ostatniej sylaby. Wiele słów w języku na’vi składa się tylko z dwóch zgłosek, więc wrostki stawia się odpowiednio po nagłosie pierwszej i ostatniej sylaby. W przypadku słów jednosylabowych, oba rodzaje infiksów pojawiają się wewnątrz tej zgłoski we właściwej kolejności.
Wrostki pierwszej pozycji informują o czasie, aspekcie oraz trybie. Przed nimi mogą się pojawić również infiksy imiesłowowe lub zwrotne. Wrostki drugiej pozycji mówią nam o nastawieniu emocjonalnym mówiącego – pozytywnym, negatywnym, niepewności, itp.
W języku na’vi występuje pięć czasów: teraźniejszy, przeszły bliski, przeszły ogólny, przyszły bliski, przyszły ogólny oraz dwa aspekty: dokonany i niedokonany.
Przykłady dla rdzenia ‘taron’ (polować):
Czas:
taron [teraźniejszy] poluje
t«ìm»aron [przeszły bliski] właśnie polował
t«ay»aron [przyszły ogólny] będzie polował
Aspekt:
t«er»aron [niedokonany] polować
t«ol»aron [dokonany] zapolować
Czas i aspekt:
t«ìrm»aron [czas przeszły bliski niedokonany] właśnie polował
Czas i aspekt nie muszą być określane, jeśli łatwo je wywnioskować z kontekstu.
Afekt:
t«ìm»ar«ei»on [pozytywny] właśnie polował: Osoba mówiąca jest zadowolona z polowania.
t«ay»ar«äng»on [negatywny] będzie polował: Mówca jest zaniepokojony bądź znudzony zbliżającym się polowaniem.

### Rzeczownik
Rzeczowniki w języku na’vi mogą się odmieniać aż przez cztery liczby – pojedynczą, mnogą, podwójną, a czasem nawet potrójną. Przedrostkiem dla liczby mnogiej jest ay-, a dla podwójnej me-. Obydwa mogą wywołać lenicję kolejnej spółgłoski, jeśli ta jej podlega; jeżeli tak się stanie, prefiksu nie trzeba używać. Na przykład:
Tokx [ciało] → aysokx lub sokx [ciała]
Nari [oko] → menari [dwoje oczu] → aynari [wiele oczu]
Deklinacja odbywa się z użyciem rzadkiego wśród ludzkich języków systemu ergatyw-biernik. Podmiot zdania przechodniego otrzymuje końcówkę ergatywu -l, dopełnienie tego zdania otrzymuje końcówkę -ti; podmiot zdania nieprzechodniego pozostaje bez zmian. Na przykład:
Zdanie przechodnie: Oel ngati kameie [ja cię widzę]
Zdanie nieprzechodnie: Oe kameie [ja widzę]
W języku na’vi nie ma rodzaju gramatycznego (męski/żeński), jednak występują sufiksy:
męski : -an
żeński : -e
Przykład: tsmuk lub tsmúktu to „rodzeństwo”, ale tsmukán to „brat”, a tsmuké „siostra”.

### Przymiotnik
Przymiotniki w języku na’vi nie utrzymują zgodności z rzeczownikiem. Występują zarówno przed, jak i po nim. Zaznaczane są afiksem a, przyłączanym do najbliższego rzeczownikowi brzegu przymiotnika, na przykład:
ngim-a kilvan
długa rzeka
kilvan a-ngim
rzeka długa
Afiks a pojawia się tylko gdy przymiotnik bezpośrednio modyfikuje rzeczownik. Orzecznik wykorzystuje w tym celu czasownik lu („być”):
kilvan ngim lu
rzeka długa jest

### Liczebnik
Dłoń Na'vi posiada cztery palce, stąd wykorzystany został ósemkowy system liczbowy. Znane liczby:
| liczba | nazwa  |
| ------ | ------ |
| 1      | 'aw    |
| 2      | mune   |
| 4      | tsìng  |
| 8      | vo     |
| 16     | vofu   |
| 32     | tsìvol |